# Bruno Munari

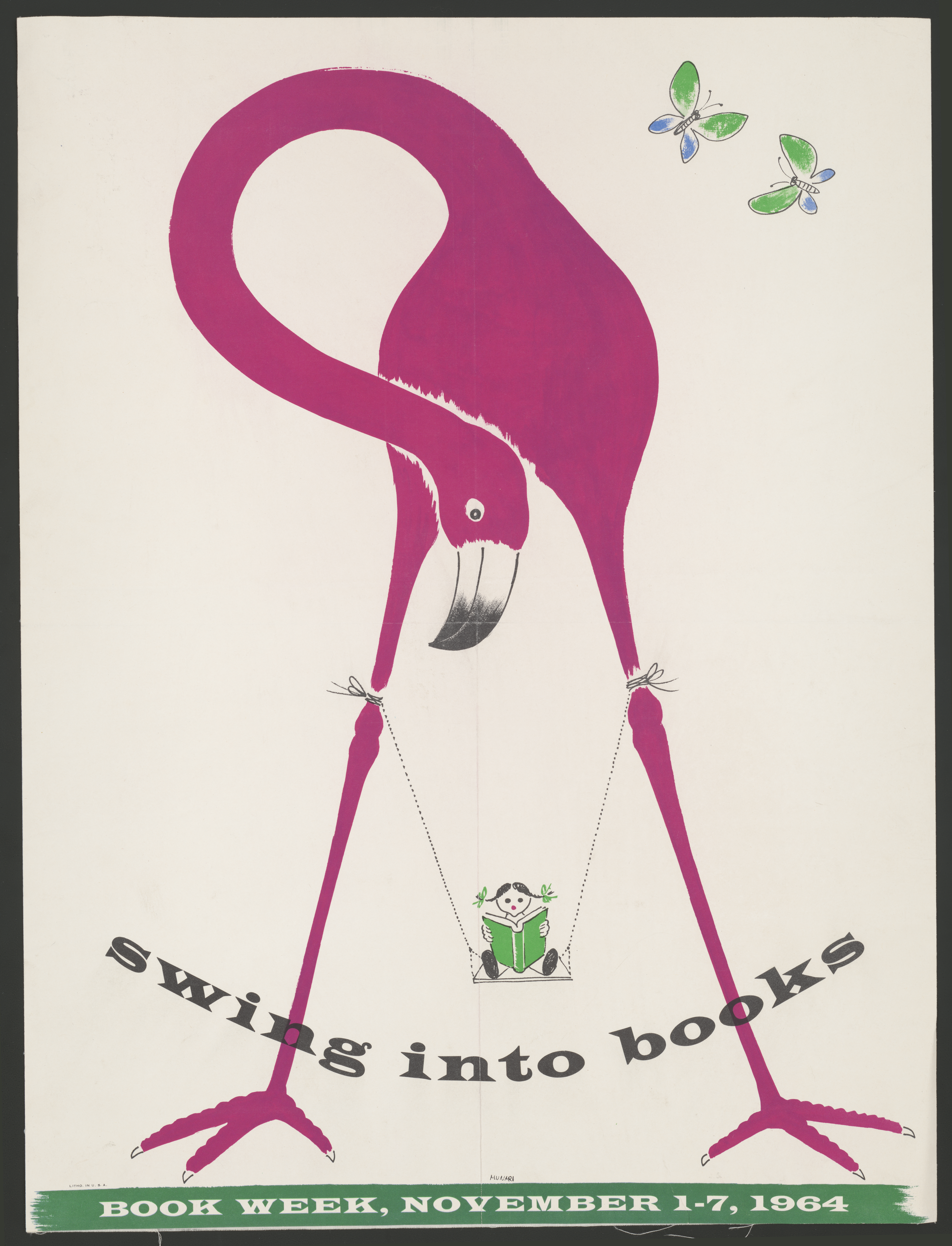
Plakat „Swing into books”, 1964

Bruno Munari (ur. 24 października 1907 w Mediolanie, zm. 30 września 1998 tamże) – włoski malarz, rzeźbiarz, grafik i architekt. Zajmował się także projektowaniem graficznym i przemysłowym, literaturą, poezją i sztuką filmową.

## Publikacje
- Zbiór esejów: Dizajn i sztuka (Arte come mestiere), tłum. M. Salwa, d2d.pl, Kraków 2014, ISBN 978-83-927308-9-7.